# Max Douy
Douy Max foi um criador, diretor e produtor cinematográfico francês, nascido em Issy-les-Moulineaux (Hauts-de-Seine), em 20 de junho de 1913 e falecido em 2 de julho de 2007 em Nogent-sur-Marne (Val-de-Marne).
Começou como assistente de desenhista em 1932 e trabalhou com Eugène Lourié durante as filmagens de A Regra do Jogo de Jean Renoir. Com Jacques Becker, em 1942, ele se tornou chefe designer. Colabora de forma contínua com Claude Autant-Lara.
Em 1982, ganhou o prêmio César de melhor decoração por Malevil de Christian de Chalonge.